# Cornelia Ewigleben
Cornelia Ewigleben, née en 1954 à Bispingen, est une archéologue classique allemande.

## Biographie
Cornelia Ewigleben a étudié à partir de 1976 l'archéologie classique à l'université de Trèves et l'université d'Oxford et a obtenu son doctorat à Trèves en 1987. En 1988, elle a été bénévole au Museum für Kunst und Gewerbe Hamburg à Hambourg, puis Chef du Département des Antiquités. À partir du 1er janvier 2000 jusqu'à la fin d'avril 2005, elle a été directrice du Musée historique du Palatinat à Spire, depuis le 1er mai 2005, elle est directrice du Landesmuseum Württemberg à Stuttgart. En décembre 2014, elle a été sénatrice honoraire de l'Université Eberhard Karl de Tübingen.
Elle est mariée au directeur du Badisches Landesmuseum de Karlsruhe, l'archéologue classique Eckart Köhne (de), qui était son successeur en tant que directeur du musée de Spire de 2011 jusqu'en 2014.

## Source de la traduction
- (de) Cet article est partiellement ou en totalité issu de l’article de Wikipédia en allemand intitulé « Cornelia Ewigleben » (voir la liste des auteurs).